# Iglesia de la Santísima (México)
La Iglesia de la Santísima, o iglesia de la Santísima Trinidad, está ubicada en el número 12 de la calle La Santísima esquina con la calle Emiliano Zapata en el centro histórico de la Ciudad de México. Su denominación completa es Iglesia y Hospital de la Santísima Trinidad.
La iglesia fue construida entre 1755 y 1783 como templo para el hospital/hospicio contiguo para sacerdotes. El hospital funcionó hasta 1859, cuando las Leyes de Reforma nacionalizaron gran parte de las propiedades de la Iglesia en México. La iglesia aún conserva su función original, pero el hospital contiguo y las oficinas se han traspasado a manos privadas manteniendo solo partes de las estructuras originales aún intactas y conservadas.
Su estilo arquitectónico es similar al Sagrario Metropolitano de la Catedral de la Ciudad de México. Por eso, muchos consideraban erróneamente que esta iglesia es obra del mismo arquitecto, Lorenzo Rodríguez. Sin embargo, le faltan de algunos elementos comunes en las otras obras de Rodríguez. Actualmente se imputa la autoría al arquitecto Ildefonso de Iniesta Bejarano ante la certeza de que estuvo involucrado en el proyecto.

## Descripción

### La iglesia arquitectónica

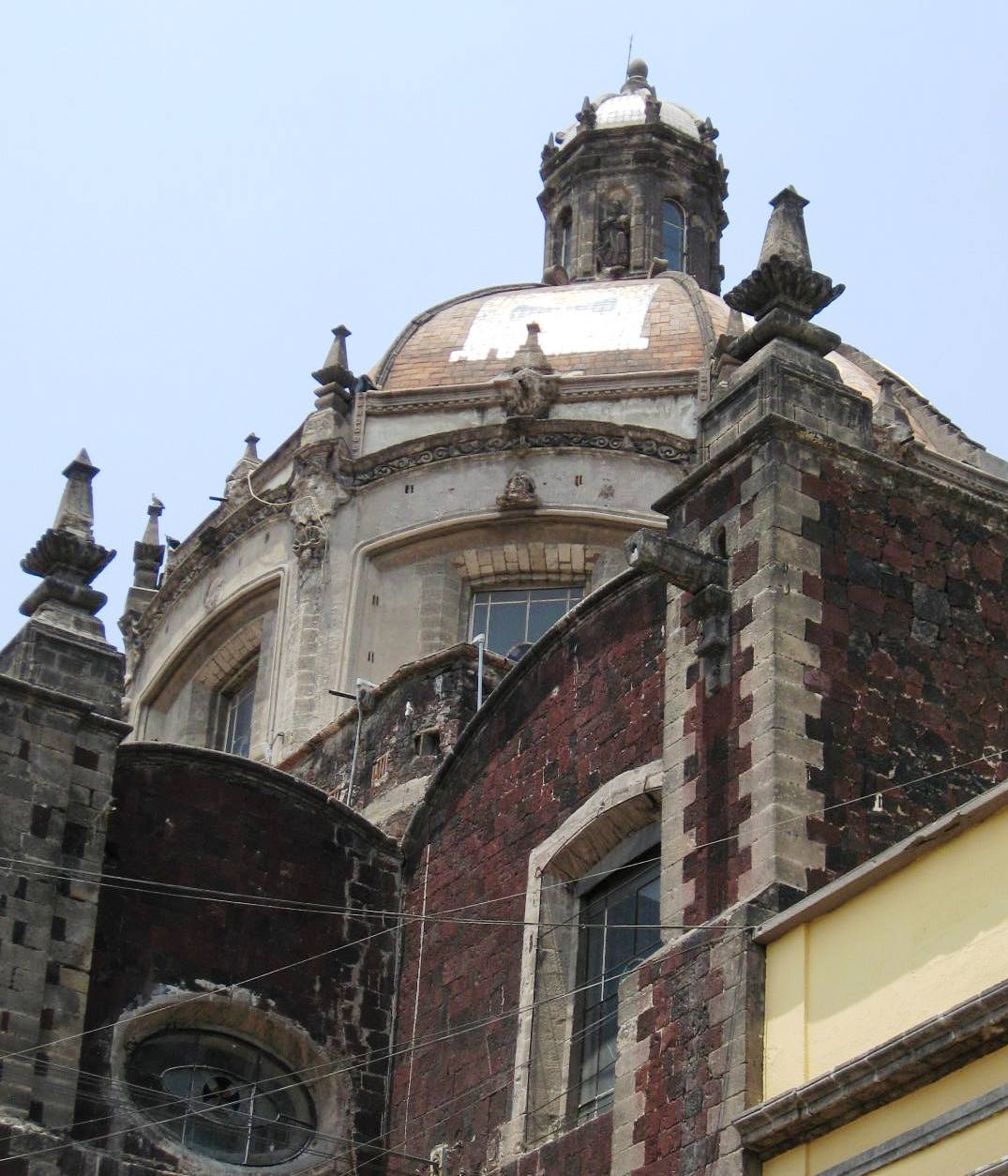
Cúpula de la iglesia rematada con la Cruz de Malta

El edificio de la iglesia consta de tres naves, siendo la central significativamente más ancha que las laterales.
La cúpula exterior está decorada con azulejos que forman cruces de Malta, símbolo de los trinitarios. La planta básica es de cruz latina, común a las iglesias de los siglos XVII y XVIII. Tiene un techo abovedado de ocho lados que llega a una clave central, conteniendo ventanas para iluminación. La iglesia es de estilo barroco profusamente decorado, pero algunas áreas, como el techo, se muestran relativamente sin adornos.

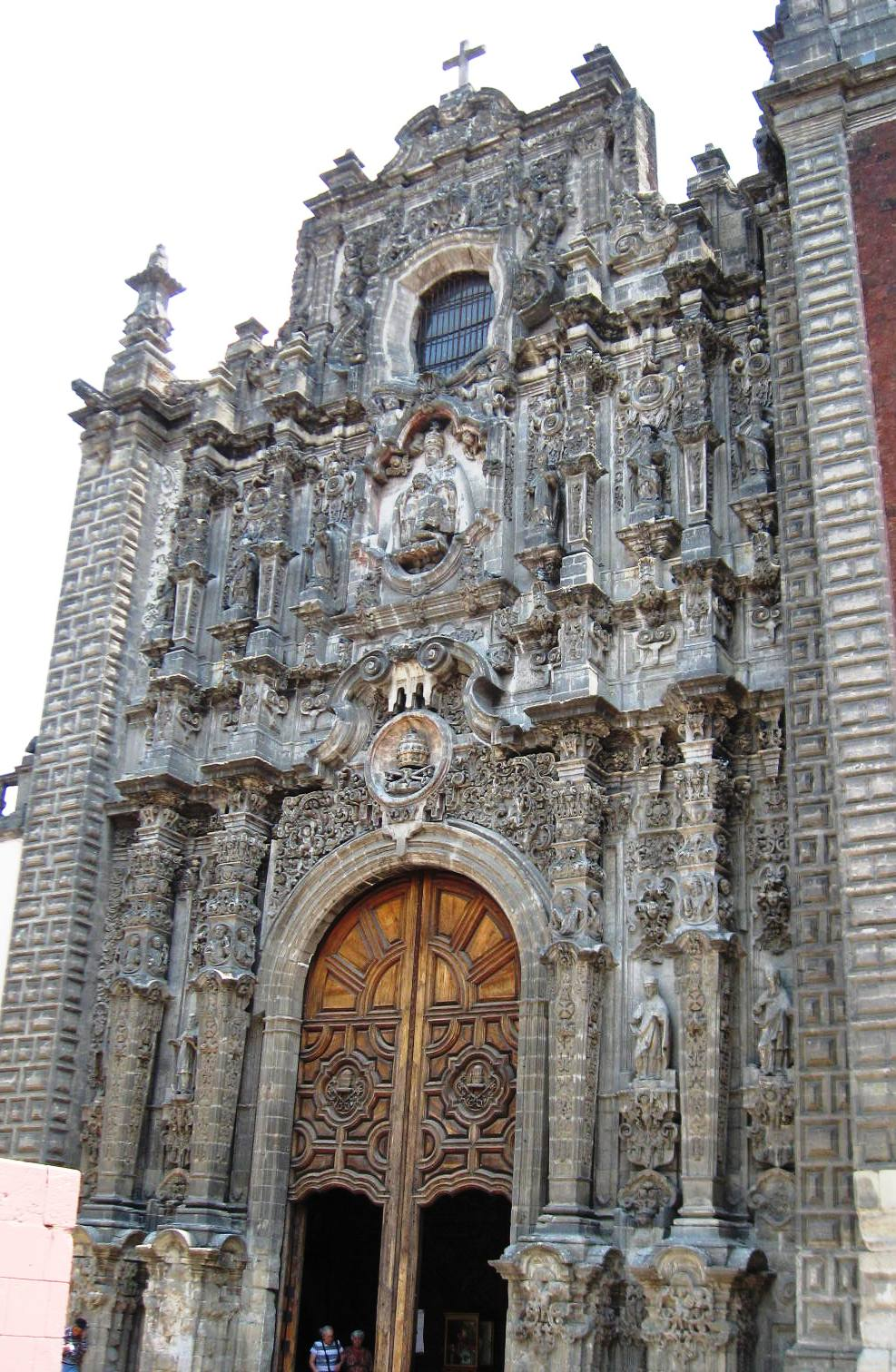
Portada principal de la iglesia

La fachada principal contiene algunos aspectos de las iglesias más antiguas que la rodean, como la planta de cruz, los relieves y la ventana del coro, aunque se introdujeron nuevos aspectos como las columnas estípites. La fachada también contiene doce medallones realizados en relieve, cada uno representando a un apóstol. Entre las columnas hay diez esculturas, cinco de las cuales representan obispos, cuatro representan papas y una representa a un sacerdote, cada una de las cuales se identifica como eruditos de la Iglesia. 
La portada principal es de estilo churrigueresco trabajado en chiluca, una piedra gris dura y flanqueado por dos pilares. La clave del arco central de esta entrada está decorada con un medallón con el escudo papal cubierto por una serie de volutas. Sobre esto, hay un relieve que representa a la Santísima Trinidad con Dios Padre con vestidura papal. La representación de la Trinidad se debe al patrocinio de la iglesia por una hermandad trinitaria originalmente formada por sastres.

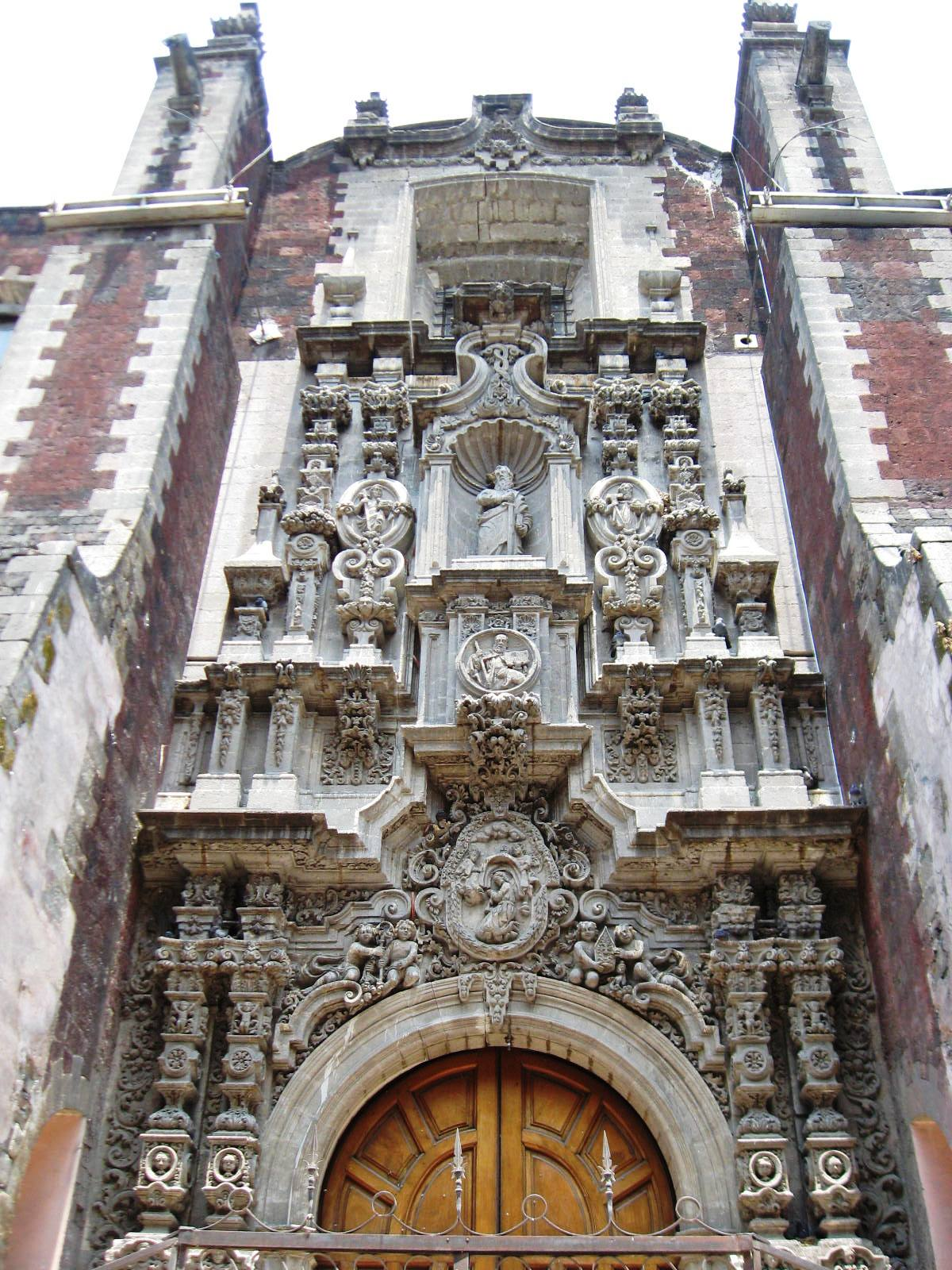
Portada lateral de la iglesia a la calle Emiliano Zapata

La entrada lateral de la iglesia también es churrigueresca con columnas estípitas, con San Pedro en la hornacina central, reflejo del otro patrón del conjunto, una cofradía clerical dedicada a este santo. En el arco se encuentra un icono de Ildephonsus de Toledo y un medallón con la imagen de San Antonio el Grande, que se hizo popular en México en la época en que se construyó la iglesia. También hay medallones de Juan el Bautista y otro santo no identificado. Esta entrada lateral también era la entrada al hospital. Ambas entradas están profusamente decoradas en estilo barroco, en su mayoría con imágenes de apóstoles, obispos y eruditos acompañados de ángeles y querubines.
En el lado de la iglesia que da a la calle Emiliano Zapata, hay una hornacina flanqueada por pequeñas columnas de estípite. En este nicho hay una representación del Corpus Christi, dedicado a la Sagrada Eucaristía. Durante el período colonial, este fue el escenario de un gran festival en la capital.

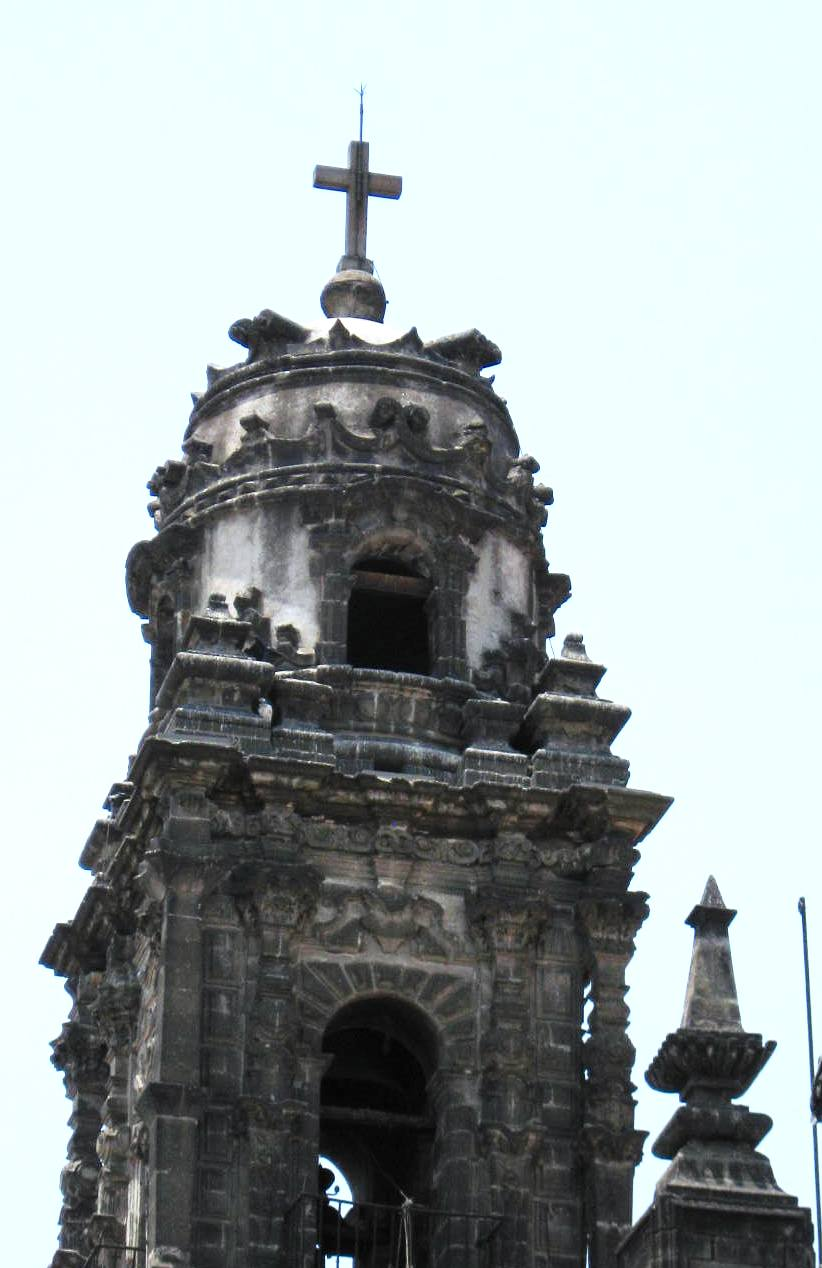
Campanario de la iglesia con forma de tiara pontíficia

La torre se eleva al lado de la fachada principal. Está rematado por una gran escultura de la corona papal, que representa la autoridad suprema del papado. Contiene columnas estípites que nunca fueron terminadas y son únicas entre las iglesias de la Ciudad de México.
En el interior, muy pocos restos de la decoración original de la iglesia. La iglesia estaba decorada con obras de arte y retablos con pan de oro pero estos han desaparecido. Lo que queda es la mampara de madera que impide que la luz entre por la entrada principal. Está hecho de cedro decorado con figuras geométricas talladas junto con flores y sirenas. Contiene una vidriera que representa a la Santísima Trinidad. Otro es la balaustrada del coro, también de cedro y tallada de forma intrincada con cestas de frutas.

### El hospital y las oficinas
Del edificio del hospital solo queda el claustro principal. Si bien es propiedad privada, se ha restaurado para conservar gran parte de su carácter histórico. La planta del claustro es rectangular con dos plantas con arcos en los lados norte, sur y oeste. Estos se apoyan en gruesos pilares. El edificio ha conservado casi la totalidad de sus muros originales, tanto por dentro como por fuera, aunque algunos han sido modificados para albergar tiendas y otros negocios. Parte del patio original del hospital también está intacto dentro del edificio restaurado. Solo queda la fachada frontal de la oficina del hospital, ubicada al norte y al este de la iglesia. Detrás de la fachada hay una construcción más nueva.

### La iglesia artística
Se conservan obras de grandes artistas de la pintura y la escultura novohispana de los siglos XVII y XVIII que estuvieron expuestos en los pasillos del convento. Sin embargo, debido a su deteriorado estado de conservación, urge su pronta restauración estando almacenados en bodegas y espacios poco adecuados para ello.

## Historia

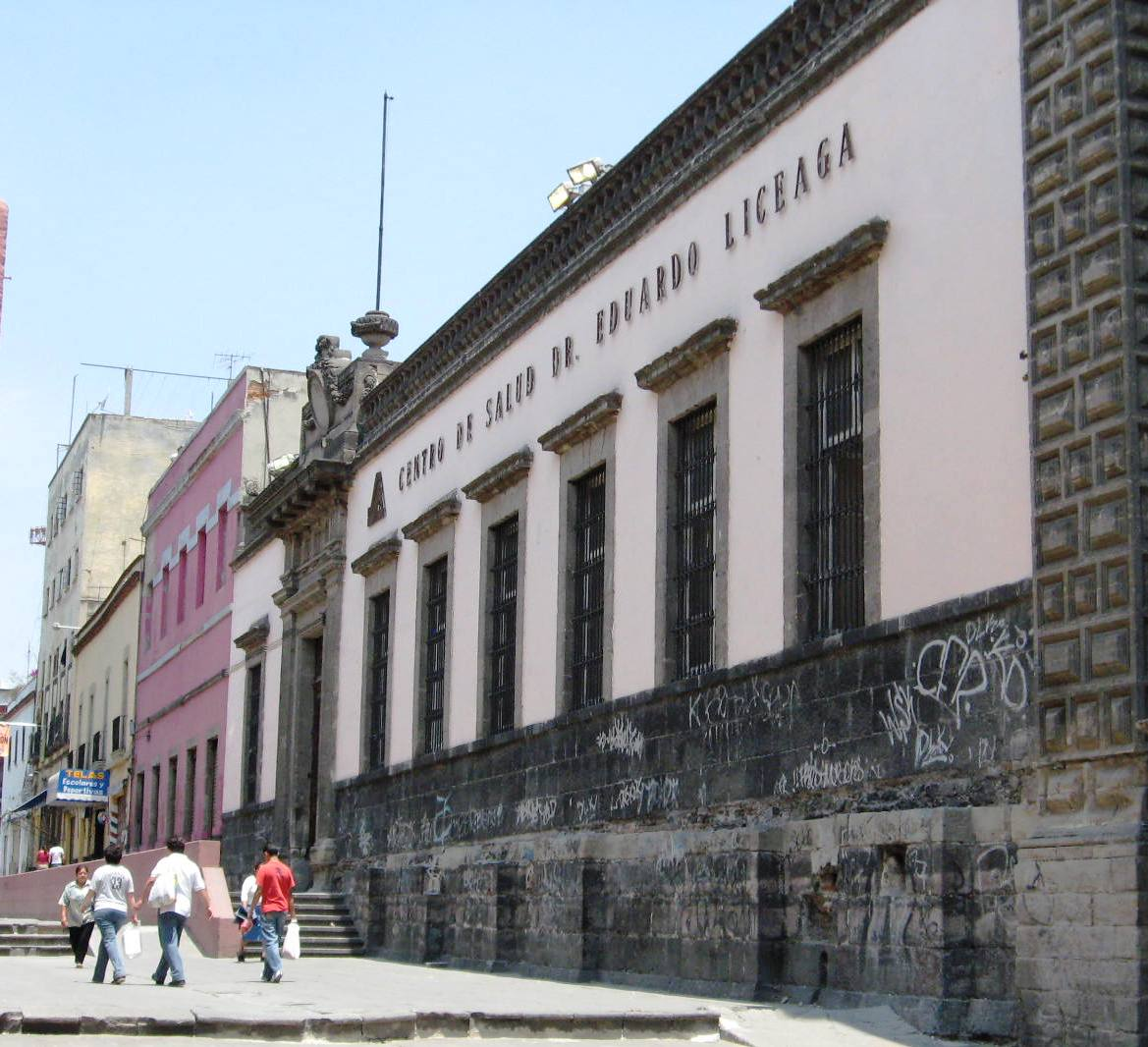
El antiguo edificio del hospital

Los orígenes de la iglesia se encuentran en una pequeña ermita construida en 1526, patrocinada por un gremio de sastres. En 1567, un grupo de monjas de la Orden de Santa Clara ocupó la ermita, reconstruyendo el deteriorado edificio; sin embargo, abandonaron el sitio solo diez años después. El gremio de sastres retomó la posesión de la propiedad y decidió convertirse en una organización religiosa más formal, afiliada a los trinitarios. Por la misma época en 1577, Pedro Gutiérrez Pisa fundó la Hermandad de San Pedro para establecer un hospital-hospicio dedicado al clero enfermo y anciano. Esta organización clerical se unió a los trinitarios para reunir los recursos necesarios, dando lugar a la creación de la Cofraternidad de la Santísima Trinidad (Archicofradía de la Santísima Trinidad) que tenía cuatro misiones principales: enterrar a los muertos, visitar a los enfermos, evangelizar y dar alojamiento. a los peregrinos.
La construcción de la primera iglesia y hospital comenzó en 1580, pero la iglesia no fue consagrada hasta el 19 de septiembre de 1667. Para 1735, la iglesia y la sacristía originales se habían deteriorado mucho. Fue clausurada en 1754 por decreto del arzobispo, por lo que se pudo construir una nueva iglesia en su lugar. La construcción comenzó al año siguiente y la nueva iglesia fue consagrada en 1783.

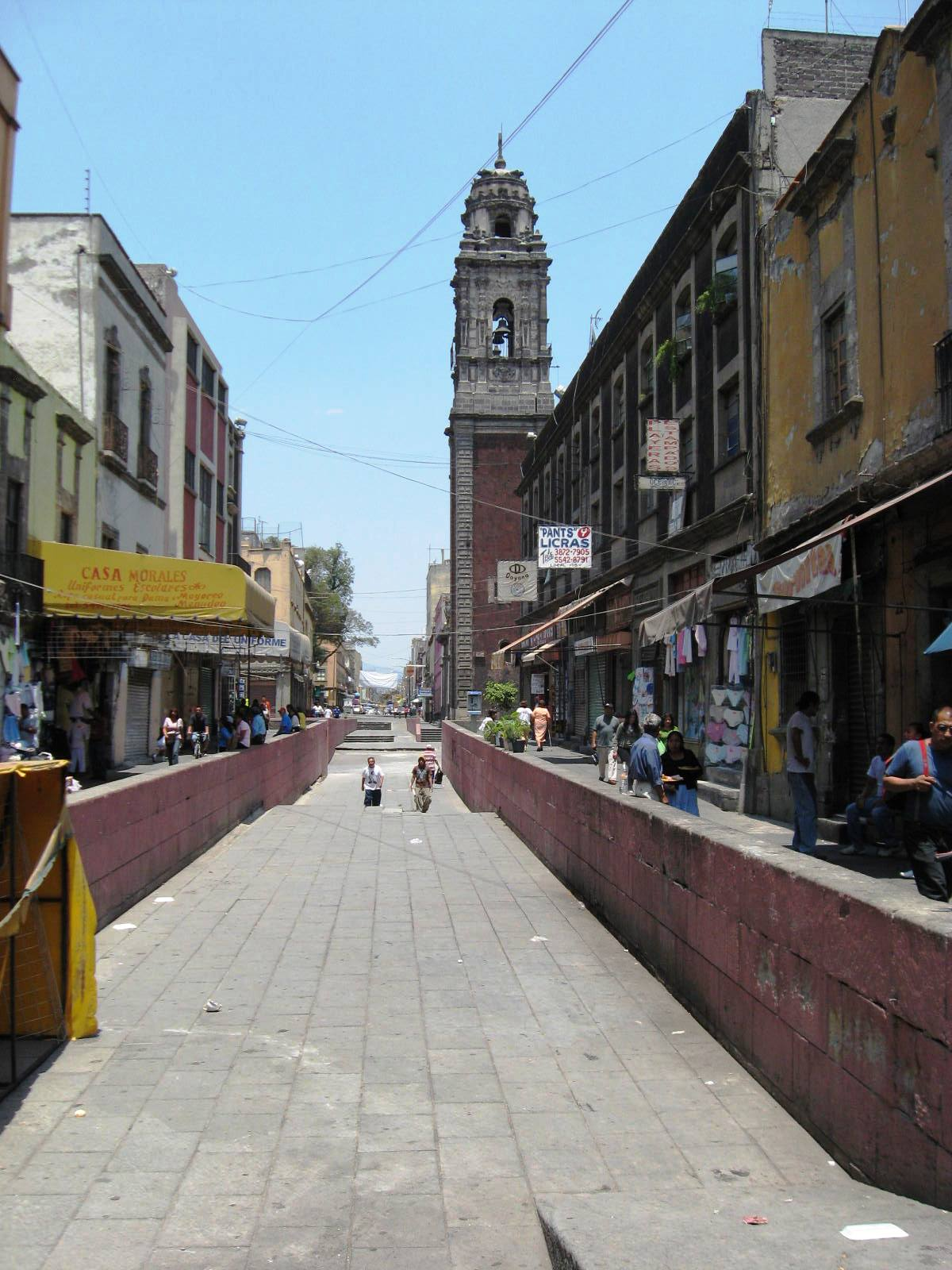
Mirando hacia el norte por la calle Alhondiga hacia la iglesia que se hunde

La inestabilidad del suelo debajo de la Ciudad de México ha causado serios problemas a la iglesia a lo largo del tiempo. En 1805-06, se levantó el piso de la iglesia para corregir un problema de inundaciones durante la temporada de lluvias, pero el problema volvió y empeoró hasta que obligó al cierre de la iglesia por reparaciones importantes desde 1855 hasta 1858. En la década de 1860, el edificio comenzó a inclinarse hacia el sur, lo que provocó la colocación de una cuña de piedra para evitar que este problema empeorara. En 1924, se estimó que el actual edificio de la iglesia se había hundido 2,85 metros desde su construcción. Los cimientos originales hundidos y ocultos fueron excavados en 1980. Recientemente se creó una plaza aquí para ayudar a detener el hundimiento de la iglesia.
El templo y el hospital se cerraron entre 1859 y 1861 debido a las Leyes de Reforma. En 1859, las oficinas se separaron de la iglesia y parte de ella se vendió a manos privadas. Parte del hospital fue cedido a las Escuelas Lancasteriana, que fueron nacionalizadas en 1890, por lo que esta parte del hospital se convirtió en oficinas gubernamentales. En 1936, estas oficinas se vendieron a manos privadas. La iglesia fue declarada monumento nacional en 1932, así como partes del edificio del hospital restante.